# Nardophyllum
 Nardophyllum   Hook. & Arn., 1836 è un genere di piante angiosperme dicotiledoni della famiglia delle Asteraceae, sottofamiglia Asteroideae, tribù Astereae (Basal grade) e sottotribù Chiliotrichinae.

## Etimologia
Il nome del genere deriva da due parole: Nardus (genere appartenente al gruppo delle Poaceae) e il latino “phyllum” (= foglia), che denota la somiglianza di questo genere con la specie Nardus stricta L.
Il nome scientifico del genere è stato definito dai botanici William Jackson Hooker (1785-1865) e George Arnott Walker Arnott (1799-1868) nella pubblicazione " Companion to the botanical magazine; being a journal, containing such interesting botanical information as does not come within the prescribed limits of the Magazine. London" ( Companion Bot. Mag. 2: 44) del 1836.

## Descrizione

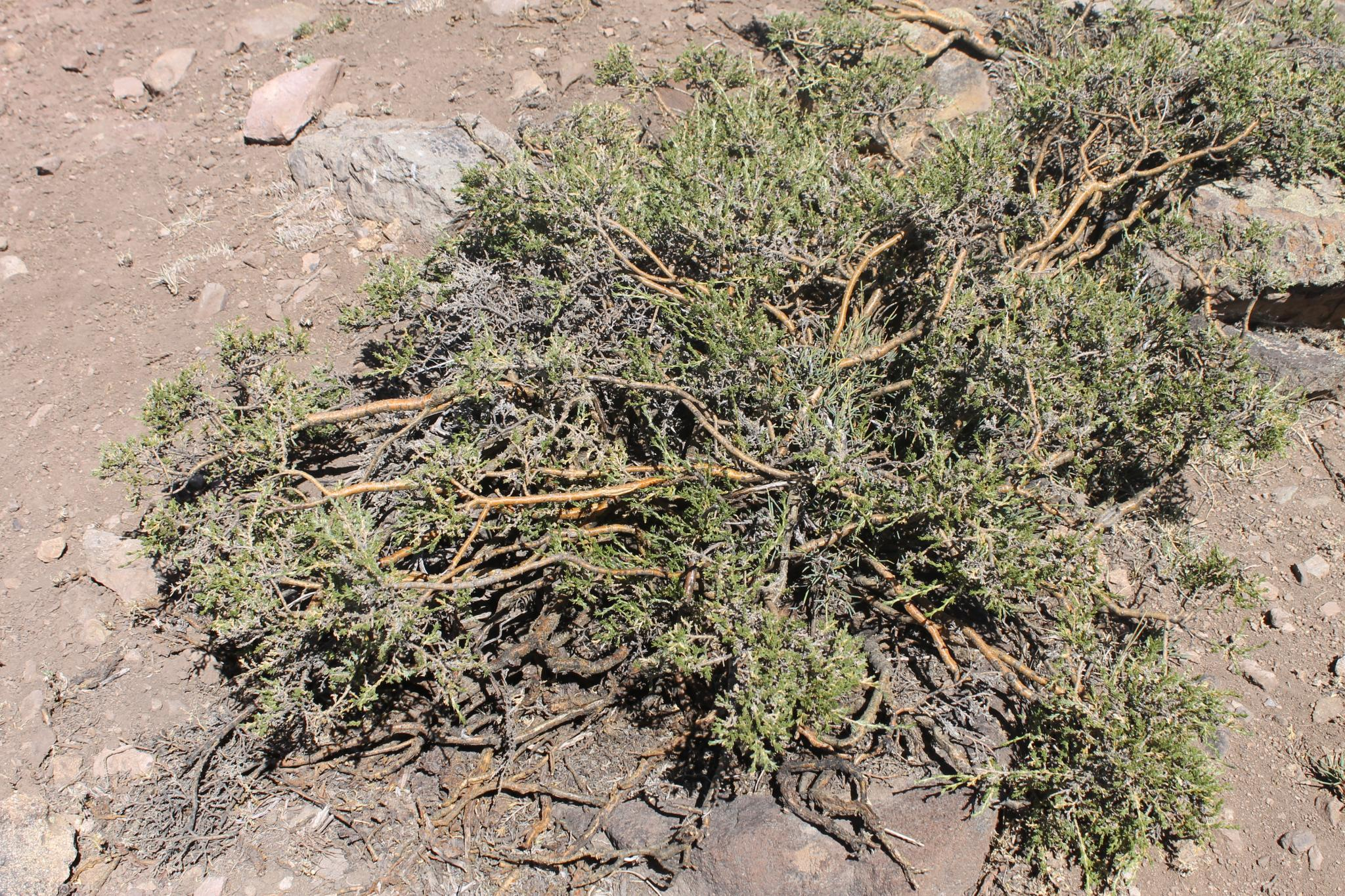
Il portamento
Nardophyllum chiliotrichioides

Portamento. Le specie di questo genere hanno un habitus di tipo piccolo-arbustivo globosi a volte a cuscino. Alcune parti sono tomentose o punteggiate da ghiandole.
Fusto. La parte aerea in genere è eretta e densamente ramificata. Gli steli hanno da 5 a 8 coste longitudinali. L'estremità può essere affilata.
Foglie. Le foglie, persistenti, sono disposte in modo alternato; sono più o meno picciolate. Le foglie, con forme intere da oblunghe a lineari o ellittiche, sono coriacee (o anche cartacee) e di tipo ericoide. La superficie abassiale è densamente tomentosa.
Infiorescenza. Le sinflorescenze sono sia scapose (capolini solitari) che composte fino a 5 capolini. Le infiorescenze vere e proprie sono composte da un capolino terminale/ascellare brevemente peduncolato di tipo discoidale con fiori spesso omogami. I capolini sono formati da un involucro, con forme cilindrico-campanulate, composto da diverse brattee, al cui interno un ricettacolo fa da base ai fiori di due tipi: fiori del raggio (qui assenti) e fiori del disco. Le brattee, caduche, con forme da oblunghe a lanceolate, margini scariosi e a consistenza erbacea, sono disposte in modo più o meno embricato e scalato su 3 - 5 serie. Il ricettacolo è provvisto di strette pagliette decidue a protezione della base dei fiori; la forma varia da piatta a convessa.
Fiori.  I fiori (da 5 a 22 per capolino) sono tetra-ciclici (formati cioè da 4 verticilli: calice – corolla – androceo – gineceo) e pentameri (calice e corolla formati da 5 elementi). Si distinguono in:
- fiori del raggio (esterni): mancanti;
- fiori del disco (centrali): sono più numerosi con forme tubulose (attinomorfe); sono ermafroditi.

- Formula fiorale:

*/x K {\displaystyle \infty }, [C (5), A (5)], G 2 (infero), achenio
- Calice: i sepali del calice sono ridotti ad una coroncina di squame.

- Corolla: (fiori del disco) la forma è tubulare strettamente imbutiforme e gradualmente divaricata in 5 lobi; i lobi, patenti o ricurvi, hanno una forma da triangolare a lanceolata; il colore è giallo.

- Androceo: l'androceo è formato da 5 stami sorretti da filamenti generalmente liberi; gli stami sono connati e formano un manicotto circondante lo stilo; le teche (produttrici del polline) alla base sono leggermente sagittate; le appendici apicali delle antere hanno delle forme piatte e lanceolate; il tessuto endoteciale (rivestimento interno dell'antera) è quasi sempre polarizzato (con due superfici distinte: una verso l'esterno e una verso l'interno). Il polline è sferico con un diametro medio di circa 25 micron;  è tricolporato (con tre aperture sia di tipo a fessura che tipo isodiametrica o poro) ed è echinato (con punte sporgenti).[10][12]

- Gineceo: l'ovario è infero uniloculare formato da 2 carpelli.[6] Lo stilo (il recettore del polline) è profondamente bifido (con due stigmi divergenti) e con le linee stigmatiche marginali separate.[13] I due bracci dello stilo hanno una forma da lanceolata e possono essere papillosi o ricoperti da ciuffi di peli.

Frutti. I frutti sono degli acheni con pappo; in alcune specie è presente un certo dimorfismo (gli acheni dei fiori del raggio differiscono dagli acheni dei fiori del disco);
- achenio: gli acheni, con forme obovoidi compresse, hanno 5 - 10 nervature (o coste) laterali; la superficie è sericea-villosa e punteggiata da ghiandole; la parete dell'achenio è formata da celle contenenti rafidi ma prive di fitomelanina; il carpoforo normalmente è anulare; le setole con punte a forma di ancora non sono presenti;
- pappo: il pappo è formato da 2 serie di setole appiattite, talvolta barbate all'apice.

## Biologia
Impollinazione: l'impollinazione avviene tramite insetti (impollinazione entomogama tramite farfalle diurne e notturne).

Riproduzione: la fecondazione avviene fondamentalmente tramite l'impollinazione dei fiori (vedi sopra).

Dispersione: i semi (gli acheni) cadendo a terra sono successivamente dispersi soprattutto da insetti tipo formiche (disseminazione mirmecoria). In questo tipo di piante avviene anche un altro tipo di dispersione: zoocoria. Infatti gli uncini delle brattee dell'involucro (se presenti) si agganciano ai peli degli animali di passaggio disperdendo così anche su lunghe distanze i semi della pianta. Inoltre per merito del pappo il vento può trasportare i semi anche a distanza di alcuni chilometri (disseminazione anemocora).

## Distribuzione e habitat
Le specie di questo genere sono distribuite in Argentina.

## Sistematica
La famiglia di appartenenza di questa voce (Asteraceae o Compositae, nomen conservandum) probabilmente originaria del Sud America, è la più numerosa del mondo vegetale, comprende oltre 23.000 specie distribuite su 1.535 generi, oppure 22.750 specie e 1.530 generi secondo altre fonti (una delle checklist più aggiornata elenca fino a 1.679 generi). La famiglia attualmente (2021) è divisa in 16 sottofamiglie; la sottofamiglia Asteroideae è una di queste e rappresenta l'evoluzione più recente di tutta la famiglia.

### Filogenesi
La tribù Astereae (una delle 21 tribù della sottofamiglia Asteroideae) comprende circa 40 sottotribù. In base alle ultime ricerche nella tribù sono stati individuati (provvisoriamente) 5 principali lignaggi:
- Basal grade: include alcuni generi isolati, il gruppo "South American-Oceania",  alcune sottotribù africane e il gruppo dei generi legnosi del Madagascar.
- Bellis lineage: comprende le sottotribù eurasiatiche e una sottotribù africana.
- Aster lineage: include i generi asiatici di Asterinae e i principali gruppi dell'Australia e dell'Oceania.
- Baccharis lineage: include alcuni gruppi sudamericani.
- North American lineage: include la vasta gamma di sottotribù del Nordamerica, Messico e alcuni gruppi distribuiti nel Sudamerica.

Il genere Nardophyllum (insieme alla sottotribù Chiliotrichinae) è incluso nel lignaggio "Basal grade". In particolare fa parte del sottogruppo relativo agli areali del Sudamerica. Le specie di questo gruppo sono caratterizzate da un livello di ploidia 2x o 4x. La sottotribù è suddivisa in tre cladi (o gruppi): Chiliotrichum clade - Nardophyllum clade - Llerasia clade. Il genere Nardophyllum è incluso nel clade "Nardophyllum" insieme ai generi Chiliotrichiopsis - Katinasia - Cabreraea. Questo clade è da moderatamente a ben supportato e l'unico carattere morfologico comune a tutte le specie del gruppo sono gli acheni villosi, fittamente ricoperti da corti tricomi gemelli. Altri caratteri secondari sono i capolini di tipo discoidale e i ricettacoli parzialmente con pagliette.
I caratteri distintivi del genere di questa voce sono:
- i margini delle foglie sono revoluti;
- le corolle dei fiori del raggio sono gialle;
- il pappo è formato da 2 serie di setole piatte.

### Elenco delle specie
Questo genere ha 5 specie:
- Nardophyllum bryoides (Lam.) Cabrera
- Nardophyllum chiliotrichoides  (J.Rémy) A.Gray
- Nardophyllum genistoides  A.Gray
- Nardophyllum lanatum  (Meyen) Cabrera
- Nardophyllum patagonicum  (Cabrera) G.L.Nesom

Nota: le seguenti due specie, in seguito a recenti ricerche, sono state trasferite ad altri generi:
- Nardophyllum armatum  (Wedd.) Reiche nel genere Ocyroe Phil.
- Nardophyllum deserticola  (Cabrera) G.L.Nesom nel genere Aylacophora Cabrera

### Sinonimi
Sono elencati alcuni sinonimi per questa entità:
- Anactinia J.Rémy
- Aylacophora  Cabrera
- Dolichogyne  DC.
- Ocyroe  Phil.
- Paleaepappus  Cabrera